# Botond Flinta
Botond Flinta (* 4. Oktober 1987 in Miercurea Ciuc) ist ein rumänischer Eishockeyspieler, der seit November 2017 erneut beim HSC Csíkszereda in der rumänischen Eishockeyliga und der MOL Liga unter Vertrag steht.

## Karriere
Botond Flinta, der der ungarischsprachigen Minderheit der Szekler in Rumänien angehört, begann seine Karriere als Eishockeyspieler beim HC Csíkszereda, für dessen erste Mannschaft er von 2003 bis 2005 in der rumänischen Eishockeyliga aktiv war. Anschließend spielte er zwei Jahre lang für dessen Stadtrivalen SC Miercurea Ciuc, mit dem er 2006 zunächst den rumänischen Pokalwettbewerb sowie 2007 das Double aus Meisterschaft und Pokal gewann.
Mit dem HC Csíkszereda nahm er von 2007 bis 2009 parallel zum Spielbetrieb in Rumänien zunächst an der ungarischen Eishockeyliga sowie anschließend in der Saison 2008/09 an der länderübergreifenden MOL Liga teil, deren Meistertitel er mit seiner Mannschaft in der Premierenspielzeit der MOL Liga gewann. Als das Team anschließend aus finanziellen Gründen aufgelöst werden musste, unterschrieb der rumänische Nationalspieler einen Vertrag für die Saison 2009/10 bei Alba Volán Székesfehérvár aus Ungarn, für die er in der Österreichischen Eishockey-Liga in 13 Spielen auf dem Eis stand. Parallel lief er als Leihspieler für den Ferencvárosi TC in der MOL Liga und der ungarischen Liga auf. 2010 wechselte er zum HSC Csíkszereda, mit dem er 2011 die MOL Liga gewann. Außerdem wurde er mit dem Klub 2012 und 2013 rumänischer Meister und 2014 Pokalsieger. Nach vier Jahren in seiner Geburtsstadt Miercurea Ciuc wechselte er 2014 zum CSM Dunărea Galați. Mit Klub aus der Grenzregion zur Republik Moldau konnte er 2015 dessen ersten Landesmeistertitel feiern. 2016 gelang dann sowohl die Titelverteidigung in der Meisterschaft als auch der Gewinn des rumänischen Pokalwettbewerbes. Im November 2017 kehrte er zum HSC Csíkszereda zurück, mit dem er 2018 das Double aus Meisterschaft und Pokal gewann.

### International
Für Rumänien nahm Flinta im Juniorenbereich an der U18-Junioren-Weltmeisterschaft der Division I 2004 sowie den U20-Junioren-Weltmeisterschaften der Division II 2005, 2006 und 2007 teil.
Im Seniorenbereich stand er im Aufgebot seines Landes bei den Weltmeisterschaften der Division II 2006, 2008, 2015 und 2017 sowie bei den Weltmeisterschaften der Division I 2007, 2012, 2014 und 2016.

## Erfolge und Auszeichnungen
| - 2006 Rumänischer Pokalsieger mit dem SC Miercurea Ciuc - 2007 Rumänischer Meister mit dem SC Miercurea Ciuc - 2007 Rumänischer Pokalsieger mit dem SC Miercurea Ciuc - 2009 MOL-Liga-Gewinn mit dem HC Miercurea Ciuc - 2011 MOL-Liga-Gewinn mit dem HSC Csíkszereda - 2012 Rumänischer Meister mit dem HSC Csíkszereda | - 2013 Rumänischer Meister mit dem HSC Csíkszereda - 2014 Rumänischer Pokalsieger mit dem HSC Csíkszereda - 2015 Rumänischer Meister mit dem CSM Dunărea Galați - 2016 Rumänischer Meister und Pokalsieger mit dem CSM Dunărea Galați - 2017 Rumänischer Meister und Pokalsieger mit dem HSC Csíkszereda |

### International
- 2006 Aufstieg in die Division I bei der Weltmeisterschaft der Division II, Gruppe A
- 2008 Aufstieg in die Division I bei der Weltmeisterschaft der Division II, Gruppe A
- 2015 Aufstieg in die Division I, Gruppe B, bei der Weltmeisterschaft der Division II, Gruppe A
- 2017 Aufstieg in die Division I, Gruppe B, bei der Weltmeisterschaft der Division II, Gruppe A